# جایزه گویای بهترین بازیگر نقش اول زن

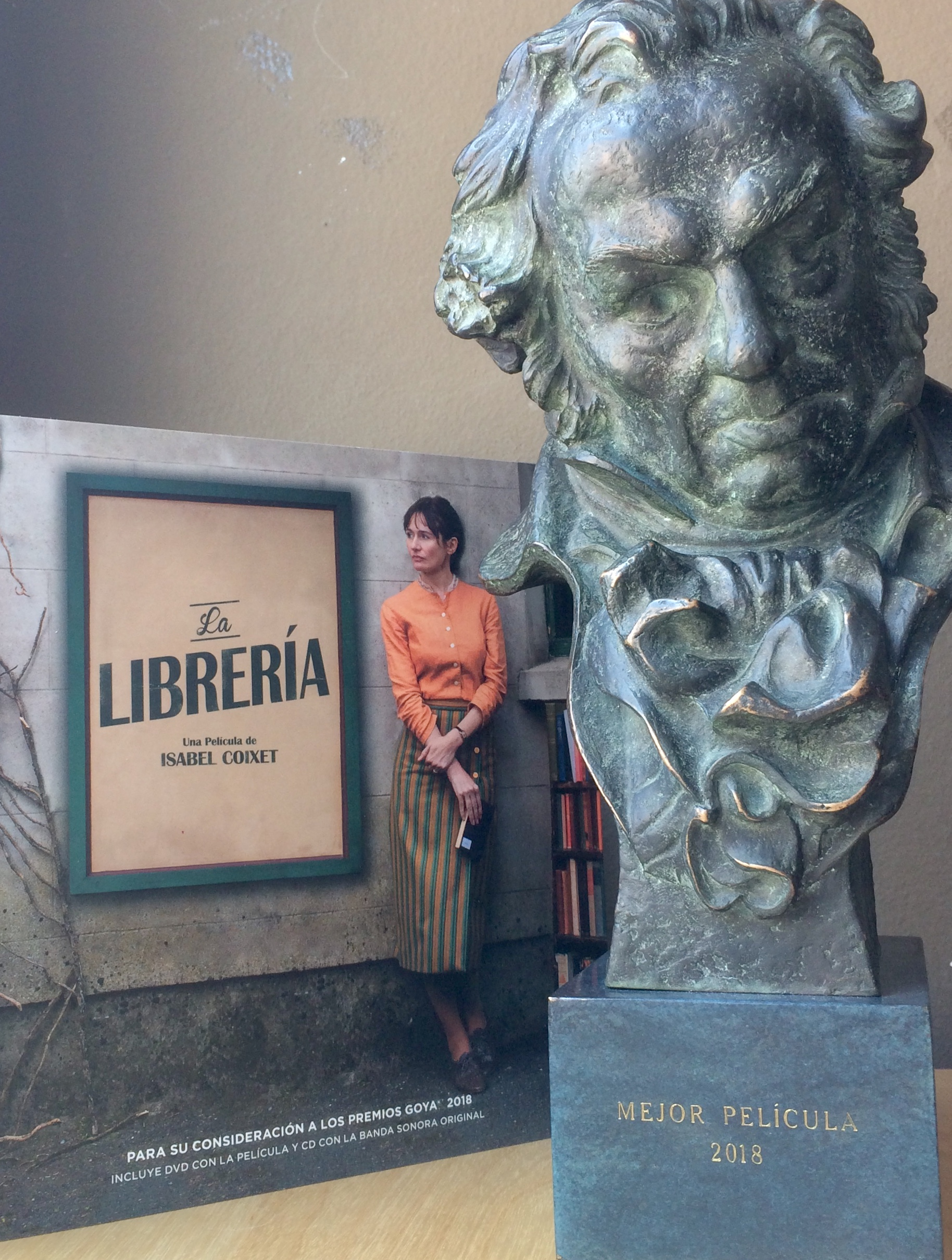
جایزه گویا ۲۰۱۸

جایزه گویای بهترین بازیگر نقش اول زن (اسپانیایی: Premio Goya a la mejor interpretación femenina protagonista‎) یکی از جوایز گویا، جایز اصلی ملی فیلم اسپانیا می‌باشد.
در فهرست زیر برنده هر سال ابتدا آمده است و به‌دنبال سایر نامزدان آورده شده است.

## برندان و نامزدها

### دهه ۱۹۸۰
| سال        | برندگان و نامزدان                                                              | عنوان انگلیسی               | عنوان اصلی                               |
| ---------- | ------------------------------------------------------------------------------ | --------------------------- | ---------------------------------------- |
| ۱۹۸۶ (1st) | آمپارو ریوه‌یس                                                                  | Hay que deshacer la casa    | Hay que deshacer la casa                 |
| ۱۹۸۶ (1st) | بیکتوریا آبریل                                                                 | Time of Silence             | Tiempo de silencio                       |
| ۱۹۸۶ (1st) | آنخلا مولینا (جشنواره فیلم سن‌سباستین صدف نقره‌ای برای بهترین بازیگر نقش اول زن) | Half of Heaven              | La mitad del cielo                       |
| ۱۹۸۷ (2nd) | ورونیکا فورکه                                                                  | The Happy Life              | La vida alegre                           |
| ۱۹۸۷ (2nd) | بیکتوریا آبریل                                                                 | El Lute: Run for Your Life  | El lute: camina o revienta               |
| ۱۹۸۷ (2nd) | Irene Gutiérrez Caba                                                           | خانه برناردا آلبا           | La casa de Bernada Alba                  |
| ۱۹۸۸ (3rd) | کارمن مائورا (جایزه برای بهترین بازیگر نقش اول زن فیلم اروپایی)                | زنان در آستانه فروپاشی عصبی | Mujeres al borde de un ataque de nervios |
| ۱۹۸۸ (3rd) | بیکتوریا آبریل                                                                 | باتون‌روژ، لوئیزیانا         | باتون‌روژ، لوئیزیانا                      |
| ۱۹۸۸ (3rd) | آنا بلن                                                                        | Miss Caribe                 | Miss Caribe                              |
| ۱۹۸۸ (3rd) | María Fernanda d'Ocón                                                          | Caminos de tiza             | Caminos de tiza                          |
| ۱۹۸۸ (3rd) | آنخلا مولینا                                                                   | Lights and Shadows          | Luces y sombras                          |
| ۱۹۸۹ (4th) | رافائلا آپاریسیو                                                               | The Sea and the Weather     | El mar y el tiempo                       |
| ۱۹۸۹ (4th) | بیکتوریا آبریل                                                                 | سانوفی                      | Si te dicen que caí                      |
| ۱۹۸۹ (4th) | آنا بلن                                                                        | The Flight of the Dove      | El vuelo de la paloma                    |
| ۱۹۸۹ (4th) | ورونیکا فورکه                                                                  | Going South Shopping        | Bajarse al moro                          |
| ۱۹۸۹ (4th) | آنخلا مولینا                                                                   | The Things of Love          | Las cosas del querer                     |

### دهه ۱۹۹۰
| سال         | برندگان و نامزدان                                                                | عنوان انگلیسی                           | عنوان اصلی                                      |
| ----------- | -------------------------------------------------------------------------------- | --------------------------------------- | ----------------------------------------------- |
| ۱۹۹۰ (5th)  | کارمن مائورا (جایزه برای بهترین بازیگر نقش اول زن فیلم اروپایی)                  | ¡Ay, Carmela!                           | ¡Ay, Carmela!                                   |
| ۱۹۹۰ (5th)  | بیکتوریا آبریل                                                                   | منو ببند!                               | ¡Átame!                                         |
| ۱۹۹۰ (5th)  | چارو لوپز                                                                        | Lo más natural                          | Lo más natural                                  |
| ۱۹۹۱ (6th)  | سیلویا مونت                                                                      | Butterfly Wings                         | Alas de mariposa                                |
| ۱۹۹۱ (6th)  | بیکتوریا آبریل (خرس نقره‌ای برای بهترین بازیگر زن)                                | عشاق                                    | Amantes                                         |
| ۱۹۹۱ (6th)  | ماریبل وردو                                                                      | عشاق                                    | Amantes                                         |
| ۱۹۹۲ (7th)  | آریانا خیل                                                                       | روزگار خوش                              | Belle époque                                    |
| ۱۹۹۲ (7th)  | پنه‌لوپه کروز                                                                     | خامون خامون                             | خامون خامون                                     |
| ۱۹۹۲ (7th)  | آسومپتا سرنا                                                                     | The Fencing Master                      | El maestro de esgrima                           |
| ۱۹۹۳ (8th)  | ورونیکا فورکه                                                                    | Kika                                    | Kika                                            |
| ۱۹۹۳ (8th)  | کارمن مائورا                                                                     | Shadows in a Conflict                   | Sombras en una batalla                          |
| ۱۹۹۳ (8th)  | اما سوآرس                                                                        | The Red Squirrel                        | La ardilla roja                                 |
| ۱۹۹۴ (9th)  | کریستینا مارکوس                                                                  | All Men Are the Same                    | Todos los hombres sois iguales                  |
| ۱۹۹۴ (9th)  | آنا بلن                                                                          | Turkish Passion                         | La pasión turca                                 |
| ۱۹۹۴ (9th)  | روت گابریل                                                                       | Running Out of Time                     | Días contados                                   |
| ۱۹۹۵ (10th) | بیکتوریا آبریل (جشنواره فیلم سن‌سباستین صدف نقره‌ای برای بهترین بازیگر نقش اول زن) | Nobody Will Speak of Us When We're Dead | Nadie hablará de nosotras cuando hayamos muerto |
| ۱۹۹۵ (10th) | آریانا خیل                                                                       | Antárdida                               | Antárdida                                       |
| ۱۹۹۵ (10th) | ماریسا پاردس                                                                     | گل اسرار من                             | La flor de mi secreto                           |
| ۱۹۹۶ (11th) | اما سوآرس                                                                        | The Dog in the Manger                   | El perro del hortelano                          |
| ۱۹۹۶ (11th) | آنا تورنت                                                                        | تز                                      | Tesis                                           |
| ۱۹۹۶ (11th) | کنچا بلاسکو                                                                      | Beyond the Garden                       | Más allá del jardín                             |
| ۱۹۹۷ (12th) | سیسیلیا روت (انجمن منتقدان فیلم آرژانتین for Best Actress)                       | Martín                                  | Martín                                          |
| ۱۹۹۷ (12th) | ماریبل وردو                                                                      | The Lucky Star                          | La buena estrella                               |
| ۱۹۹۷ (12th) | خولیا گوتیه‌رس کابا                                                               | The Colour of the Clouds                | El color de las nubes                           |
| ۱۹۹۸ (13th) | پنه‌لوپه کروز (نامزدی برای جایزه برای بهترین بازیگر نقش اول زن فیلم اروپایی)      | دختر رؤیاهای شما                        | La niña de tus ojos                             |
| ۱۹۹۸ (13th) | کایتانا گی‌ین کوئربو                                                              | پدربزرگ و مادربزرگ                      | El abuelo                                       |
| ۱۹۹۸ (13th) | نایوا نیمری                                                                      | Lovers of the Arctic Circle             | Los amantes del círculo polar                   |
| ۱۹۹۸ (13th) | لئونور واتلینگ                                                                   | A Time for Defiance                     | La hora de los valientes                        |
| ۱۹۹۹ (14th) | سیسیلیا روت (جایزه برای بهترین بازیگر نقش اول زن فیلم اروپایی)                   | همه‌چیز درباره مادرم                     | Todo sobre mi madre                             |
| ۱۹۹۹ (14th) | آریانا خیل                                                                       | Black Tears                             | Lágrimas negras                                 |
| ۱۹۹۹ (14th) | کارمن مائورا                                                                     | Lisbon                                  | Lisboa                                          |
| ۱۹۹۹ (14th) | مرسدس سمپیترو                                                                    | By My Side Again                        | Cuando vuelvas a mi lado                        |

### دهه ۲۰۰۰
| سال         | برندگان و نامزدان | عنوان انگلیسی                             | عنوان اصلی                                |
| ----------- | --- | ----------------------------------------- | ----------------------------------------- |
| ۲۰۰۰ (15th) | کارمن مائورا (جایزه برای بهترین بازیگر نقش اول زن فیلم اروپایی) | Common Wealth                             | La comunidad                              |
| ۲۰۰۰ (15th) | ایسیار بولائین | Leo                                       | Leo                                       |
| ۲۰۰۰ (15th) | لیدیا بش (جشنواره فیلم کارتاگنا جایزه برای بهترین بازیگر نقش اول زن) | You're the One                            | Una historia de entonces                  |
| ۲۰۰۰ (15th) | آدریانا اثورس | Plenilune                                 | Plenilunio                                |
| ۲۰۰۱ (16th) | پیلار لوپس د آیالا (جشنواره فیلم سن‌سباستین صدف نقره‌ای برای بهترین بازیگر نقش اول زن) | Mad Love                                  | Juana la Loca                             |
| ۲۰۰۱ (16th) | ویکتوریا آبریل | Don't Tempt Me                            | Sin noticias de Dios                      |
| ۲۰۰۱ (16th) | نیکول کیدمن (نامزدی برای جایزه گلدن گلوب بهترین بازیگر زن فیلم درام) (نامزدی برای جایزه بفتای بهترین بازیگر نقش اول زن) (جایزه ساترن for best actress) | دیگران                                    | دیگران                                    |
| ۲۰۰۱ (16th) | پاز وگا | Mine Alone                                | Sólo mía                                  |
| ۲۰۰۲ (17th) | مرسدس سمپیترو (جشنواره فیلم سن‌سباستین صدف نقره‌ای برای بهترین بازیگر نقش اول زن) | Common Places                             | Lugares comunes                           |
| ۲۰۰۲ (17th) | آنا فرناندس گارسیا | Story of a Kiss                           | Historia de un beso                       |
| ۲۰۰۲ (17th) | آدریانا اثورس (سمینسی جایزه برای بهترین بازیگر نقش اول زن) | Nobody's Life                             | La vida de nadie                          |
| ۲۰۰۲ (17th) | لئونور واتلینگ (جشنواره فیلم کارتاگنا جایزه برای بهترین بازیگر نقش اول زن) | My Mother Likes Women                     | A mi madre le gustan las mujeres          |
| ۲۰۰۳ (18th) | لایا مارول (جشنواره فیلم سن‌سباستین صدف نقره‌ای برای بهترین بازیگر نقش اول زن) | چشمانم را بگیر                            | Te doy mis ojos                           |
| ۲۰۰۳ (18th) | آریانا خیل | Soldiers of Salamina                      | Soldados de Salamina                      |
| ۲۰۰۳ (18th) | آدریانا اثورس | Sleeping Luck                             | La suerte dormida                         |
| ۲۰۰۳ (18th) | سارا پالی | زندگی من بدون من                          | Mi vida sin mí                            |
| ۲۰۰۴ (19th) | لولا دوئنیاس | دریای درون                                | Mar adentro                               |
| ۲۰۰۴ (19th) | پیلار باردم (جشنواره فیلم سن‌سباستین صدف نقره‌ای برای بهترین بازیگر نقش اول زن) | María querida                             | María querida                             |
| ۲۰۰۴ (19th) | آنا بلن | Cosas que hacen que la vida valga la pena | Cosas que hacen que la vida valga la pena |
| ۲۰۰۴ (19th) | پنه‌لوپه کروز (جایزه دیوید دی دوناتلو بهترین بازیگر زن) (نامزدی برای جایزه برای بهترین بازیگر نقش اول زن فیلم اروپایی) | Don't Move                                | Non ti muovere                            |
| ۲۰۰۵ (20th) | کاندلا پنیا | Princesses                                | Princesas                                 |
| ۲۰۰۵ (20th) | آدریانا اثورس (جشنواره بین‌المللی فیلم مونترآل جایزه برای بهترین بازیگر نقش اول زن) | Heroine                                   | Heroína                                   |
| ۲۰۰۵ (20th) | ناتالی پوسا | دوران مشقت                                | Malas temporadas                          |
| ۲۰۰۵ (20th) | اما بیلاراسائو | Para que no me olvides                    | Para que no me olvides                    |
| ۲۰۰۶ (21st) | پنه‌لوپه کروز (جایزه بهترین بازیگر زن جشنواره فیلم کن) (نامزدی برای جایزه اسکار بهترین بازیگر نقش اول زن) (جایزه برای بهترین بازیگر نقش اول زن فیلم اروپایی) (نامزدی برای جایزه بفتای بهترین بازیگر نقش اول زن) (نامزدی برای جایزه گلدن گلوب بهترین بازیگر زن فیلم درام) | بازگشت                                    | بازگشت                                    |
| ۲۰۰۶ (21st) | سیلویا آباسکال (جشنواره فیلم‌های اسپانیایی مالاگا for best actress) | La Dama Boba                              | La Dama Boba                              |
| ۲۰۰۶ (21st) | مارتا اتورا | Dark Blue Almost Black                    | Azuloscurocasinegro                       |
| ۲۰۰۶ (21st) | ماریبل وردو (جایزه آریل for Best Actress) | هزارتوی پن                                | El laberinto del fauno                    |
| ۲۰۰۷ (22nd) | ماریبل وردو | Seven Billiard Tables                     | Siete mesas de billar francés             |
| ۲۰۰۷ (22nd) | بلانکا پورتیو (جشنواره فیلم سن‌سباستین صدف نقره‌ای برای بهترین بازیگر نقش اول زن) | Seven Billiard Tables                     | Siete mesas de billar francés             |
| ۲۰۰۷ (22nd) | بلن روئدا (نامزدی برای جایزه ساترن for best actress) | یتیم‌خانه                                  | El orfanato                               |
| ۲۰۰۷ (22nd) | اما سوآرس | Under the Stars                           | Bajo las estrellas                        |
| ۲۰۰۸ (23rd) | کارمه الیاس | Camino                                    | Camino                                    |
| ۲۰۰۸ (23rd) | ورونیکا اچگی | My Prison Yard                            | El patio de mi cárcel                     |
| ۲۰۰۸ (23rd) | آریانا خیل (نامزدی برای جایزه آریل for Best Actress) | Just Walking                              | Sólo quiero caminar                       |
| ۲۰۰۸ (23rd) | ماریبل وردو | The Blind Sunflowers                      | Los girasoles ciegos                      |
| ۲۰۰۹ (24th) | لولا دوئنیاس (جشنواره فیلم سن‌سباستین صدف نقره‌ای برای بهترین بازیگر نقش اول زن) | Me Too                                    | Yo, también                               |
| ۲۰۰۹ (24th) | پنه‌لوپه کروز | آغوش‌های گسسته                             | Los abrazos rotos                         |
| ۲۰۰۹ (24th) | ماریبل وردو | تترو                                      | تترو                                      |
| ۲۰۰۹ (24th) | ریچل وایس | آگورا                                     | Ágora                                     |

### دهه ۲۰۱۰
| سال         | برندگان و نامزدان | عنوان انگلیسی                   | عنوان اصلی                      |
| ----------- | --- | ------------------------------- | ------------------------------- |
| ۲۰۱۰ (25th) | نورا ناباس (جشنواره فیلم سن‌سباستین صدف نقره‌ای برای بهترین بازیگر نقش اول زن)                                                                             | Black Bread                     | Pa negre (Pan negro)            |
| ۲۰۱۰ (25th) | النا آنایا | اتاق در رم                      | Room in Rome                    |
| ۲۰۱۰ (25th) | اما سوآرس (سمینسی جایزه برای بهترین بازیگر نقش اول زن)                                                                                                   | The Mosquito Net                | La mosquitera                   |
| ۲۰۱۰ (25th) | بلن روئدا | Julia's Eyes                    | Los ojos de Julia               |
| ۲۰۱۱ (26th) | النا آنایا (نامزدی برای جایزه ساترن برای بهترین باز) | پوستی که در آن زندگی می‌کنم      | La piel que habito              |
| ۲۰۱۱ (26th) | ورونیکا اچگی | Kathmandu Lullaby               | Katmandú. Un espejo en el cielo |
| ۲۰۱۱ (26th) | سلما هایک | As Luck Would Have It           | La chispa de la vida            |
| ۲۰۱۱ (26th) | اینما کوئستا | The Sleeping Voice              | La voz dormida                  |
| ۲۰۱۲ (27th) | ماریبل وردو | Blancanieves                    | Blancanieves                    |
| ۲۰۱۲ (27th) | پنه‌لوپه کروز | Twice Born                      | Venuto al mondo                 |
| ۲۰۱۲ (27th) | آیدا فولچ | The Artist and the Model        | El artista y la modelo          |
| ۲۰۱۲ (27th) | نائومی واتس (نامزدی برای جایزه اسکار بهترین بازیگر نقش اول زن) (نامزدی برای جایزه گلدن گلوب بهترین بازیگر زن فیلم درام)                                  | غیرممکن                         | Lo imposible                    |
| ۲۰۱۳ (28th) | ماریان آلبارس (جشنواره فیلم سن‌سباستین صدف نقره‌ای برای بهترین بازیگر نقش اول زن) (جشنواره بین‌المللی فیلم ماردل پلاتا جایزه برای بهترین بازیگر نقش اول زن) | Wounded                         | La herida                       |
| ۲۰۱۳ (28th) | اینما کوئستا | Three Many Weddings             | Tres bodas de más               |
| ۲۰۱۳ (28th) | آئورا گاریدو | Stockholm                       | Stockholm                       |
| ۲۰۱۳ (28th) | نورا ناباس | Tots Volem el Millor Per a Ella | Tots Volem el Millor Per a Ella |
| ۲۰۱۴ (29th) | باربارا لنی | Magical Girl                    | Magical Girl                    |
| ۲۰۱۴ (29th) | ماریا لئون | Marsella                        | Marsella                        |
| ۲۰۱۴ (29th) | ماکارنا گومس | Shrew's Nest                    | Musarañas                       |
| ۲۰۱۴ (29th) | النا آنایا | Todos Están Muertos             | Todos Están Muertos             |
| ۲۰۱۵ (30th) | ناتالیا د مولینا | Techo y comida                  | Techo y comida                  |
| ۲۰۱۵ (30th) | اینما کوئستا | عروس                            | La novia                        |
| ۲۰۱۵ (30th) | پنه‌لوپه کروز | Ma Ma                           | Ma Ma                           |
| ۲۰۱۵ (30th) | ژولیت بینوش | Nobody Wants the Night          | Nadie quiere la noche           |

### هنرپیشگان با بیش از یک بار برد در این رده
- ۳ برنده: کارمن مائورا , ۵ نامزدی
- ۲ برنده: ماریبل وردو , ۷ نامزدی
- ۲ برنده: پنه‌لوپه کروز , ۷ نامزدی
- ۲ برنده: ورونیکا فورکه , ۳ نامزدی
- ۲ برنده: سیسیلیا روت , ۲ نامزدی
- ۲ برنده: لولا دوئنیاس , ۲ نامزدی

### هنرپیشگان با بیش یکبار نامزدی در این رده
- ۸ نامزدی: بیکتوریا آبریل
- ۷ نامزدی: ماریبل وردو
- ۷ نامزدی: پنه‌لوپه کروز
- ۵ نامزدی: کارمن مائورا
- ۵ نامزدی: آریانا خیل
- ۴ نامزدی: اما سوآرس
- ۴ نامزدی: آنا بلن
- ۴ نامزدی: آدریانا اثورس
- ۳ نامزدی: ورونیکا فورکه
- ۳ نامزدی: آنخلا مولینا
- ۳ نامزدی: النا آنایا
- ۳ نامزدی: اینما کوئستا
- ۲ نامزدی: لولا دوئنیاس
- ۲ نامزدی: سیسیلیا روت
- ۲ نامزدی: مرسدس سمپیترو
- ۲ نامزدی: لئونور واتلینگ
- ۲ نامزدی: بلن روئدا
- ۲ نامزدی: ورونیکا اچگی
- ۲ نامزدی: نورا ناباس